# Mitsukoshimae (métro de Tokyo)
Mitsukoshimae (三越前駅, Mitsukoshimae-eki) est une station du métro de Tokyo sur les lignes Ginza et Hanzōmon dans l'arrondissement de Chūō à Tokyo. Elle est exploitée par le Tokyo Metro.

## Situation sur le réseau
La station Mitsukoshimae est située au point kilométrique (PK) 9,5 de la ligne Hanzōmon et au PK 9,2 de la ligne Ginza.

## Histoire
La station a été inaugurée le 29 avril 1932 sur la future ligne Ginza. La ligne Hanzōmon y arrive le 26 janvier 1989.

## Services aux voyageurs

### Accès et accueil
La station est ouverte tous les jours.
Chaque ligne est desservie par un quai central encadré par deux voies.
En moyenne, 125 491 voyageurs ont fréquenté quotidiennement la station en 2015.

### Desserte
- Ligne Ginza :
  - voie 1 : direction Shibuya
  - voie 2 : direction Asakusa
- Ligne Hanzōmon :
  - voie 3 : direction Shibuya (interconnexion avec la ligne Tōkyū Den-en-toshi pour Chūō-Rinkan)
  - voie 4 : direction Oshiage (interconnexion avec la ligne Tōbu Skytree pour Kuki et Minami-Kurihashi)

Installations de la station
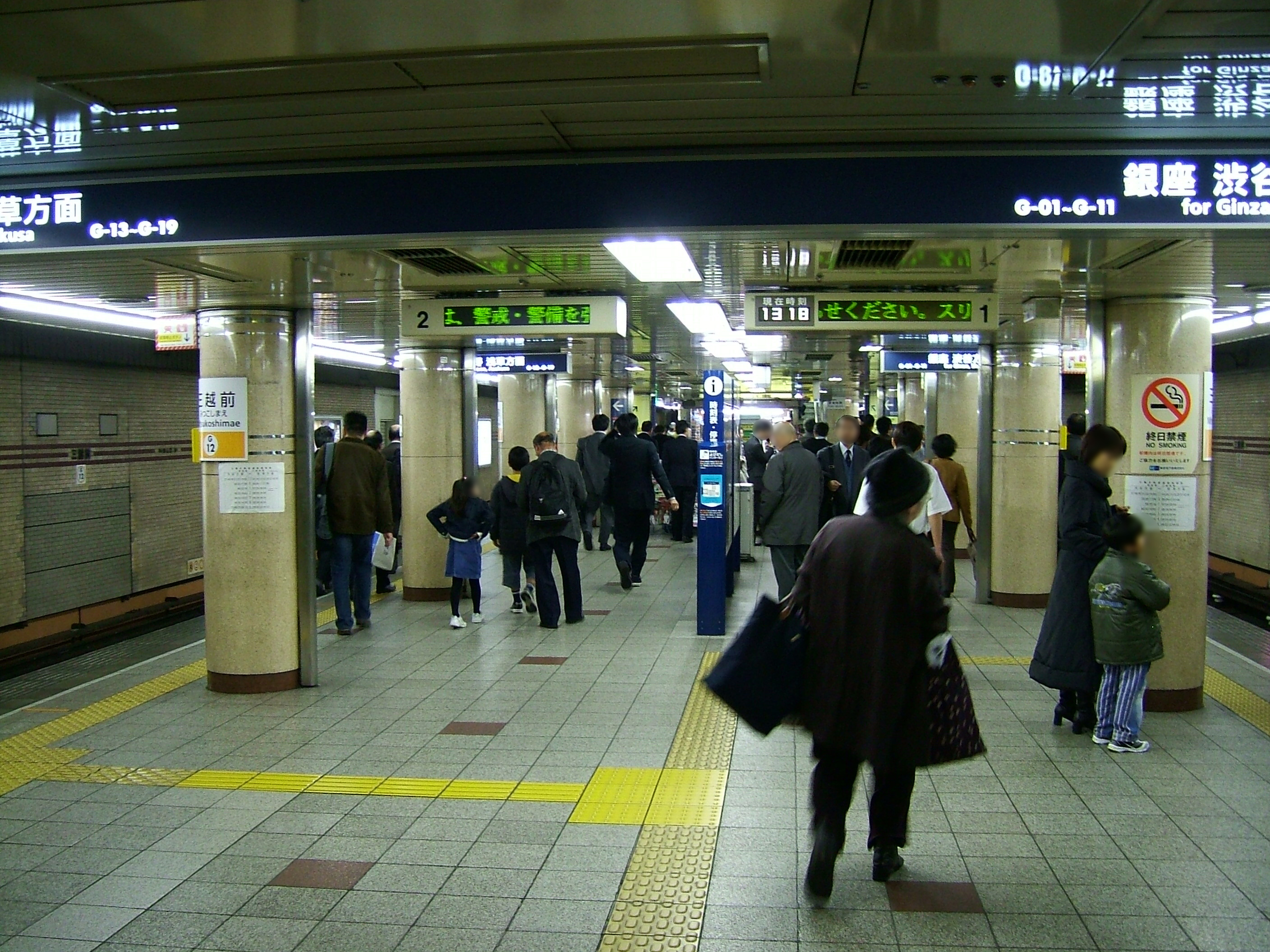
Quai de la ligne Ginza
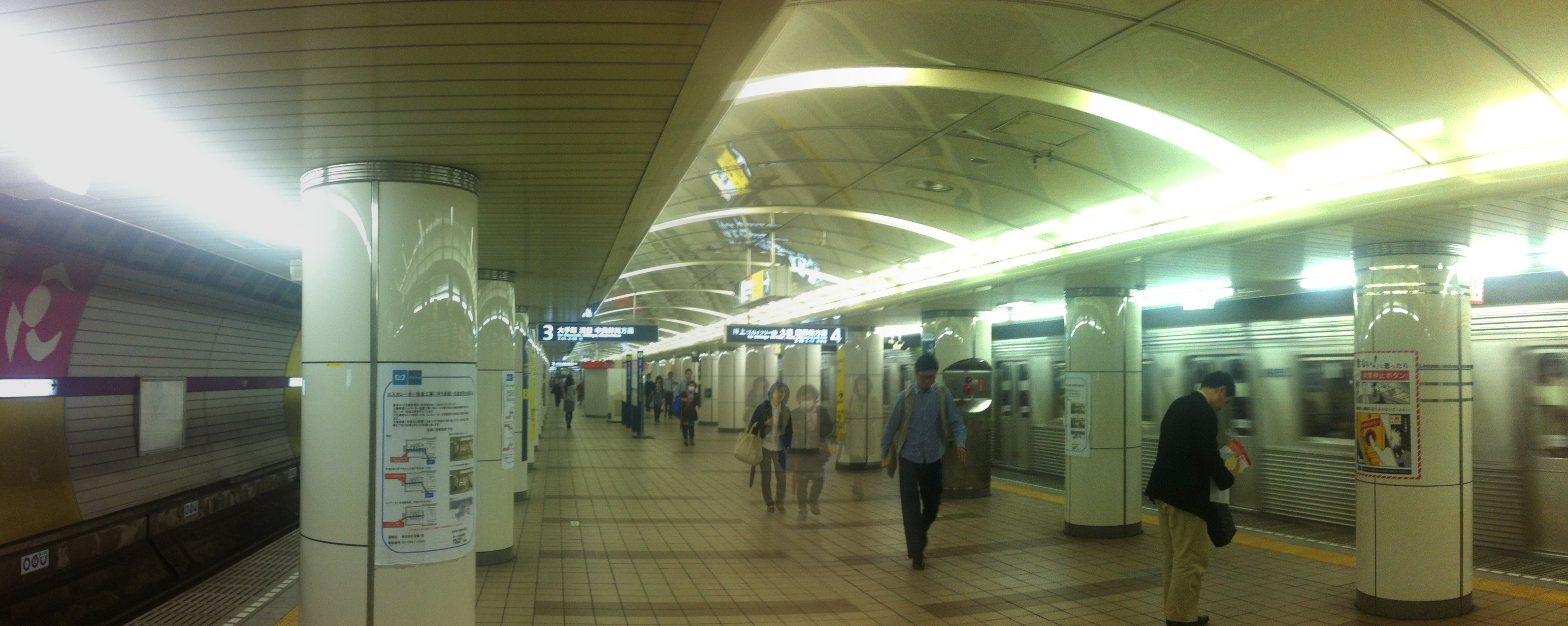
Quai de la ligne Hanzōmon

## À proximité
- Nihonbashi
- Nihonbashi Mitsui Tower